# Hromnické jezírko
Hromnické jezírko (nebo též Červené jezírko) je přírodní památka na katastru obce Hromnice nedaleko Třemošné v okrese Plzeň-sever. Jezírko o šířce 130 m, délce 190 m a hloubce až 18 m vzniklo 60 m pod úrovní okolního terénu závalem odvodňovací štoly krátce po zastavení těžby břidlice. Hromnické jezírko je společně s okolím evidováno jako chráněné území pod číslem 619 na seznamu Agentury ochrany přírody a krajiny ČR, je v péči Krajského úřadu Plzeňského kraje.

## Vlastnosti vody
Voda jezírka je slabým roztokem kyseliny sírové, na první pohled proto vypadá sterilní a bez života. Sloučeniny železa dodávají jezírku červenou barvu.

## Okolí
V okolí jezírka jsou šedé haldy, severní a jižní stěna jezera jsou zajímavé pro biology jako extrémní stanoviště. Roku 1975 bylo jezírko s okolím na ploše 12,2 ha vyhlášeno přírodní památkou.

## Výroba vitriolu
Jezírko je památkou na těžbu břidlice, která je zmiňována již roku 1578. Od středověku sloužila břidlice k výrobě kamence, který byl používán jako bělidlo v textilní výrobě. Na začátku 19. století byla objevena možnost z hromnické břidlice získávat dýmavou kyselinu sírovou, lidově zvanou vitriol a v chemickém průmyslu také oleum.
Od roku 1807 se naplno rozjela výroba olea pod vedením podnikatele Johanna Davida Starcka, který hlubinnou těžbu nahradil povrchovým lomem. Oleum bylo získáváno drcením vytěžené břidlice na několik centimetrů velké kousky, které byly složeny na 7–20 m vysokých haldách stojících na nepropustném jílovém podkladu. Haldy byly pro urychlení zvětrávání kropeny vodou přiváděnou z lesa Veselce. Voda obsahující síran železitý a hlinitý byla zachytávána do kádí, zbytek se pálil v pecích. Náročný postup se však vyplácel – dýmavá kyselina sírová v té době byla jediným známým rozpouštědlem rostlinného barviva indiga a hromnická výroba byla jediná na světě, na zdejší výrobě byl závislý anglický i německý průmysl. Oleum bylo také používáno k výrobě fosforu a k čištění minerálních olejů. V Anglii však objevili levnější syntetický způsob výroby olea a hromnická výroba začala upadat, až v roce 1896 těžba skončila.
Během 20. století se několikrát uvažovalo, že by opuštěný prostor jezírka posloužil pro skládku odpadu.

## Galerie

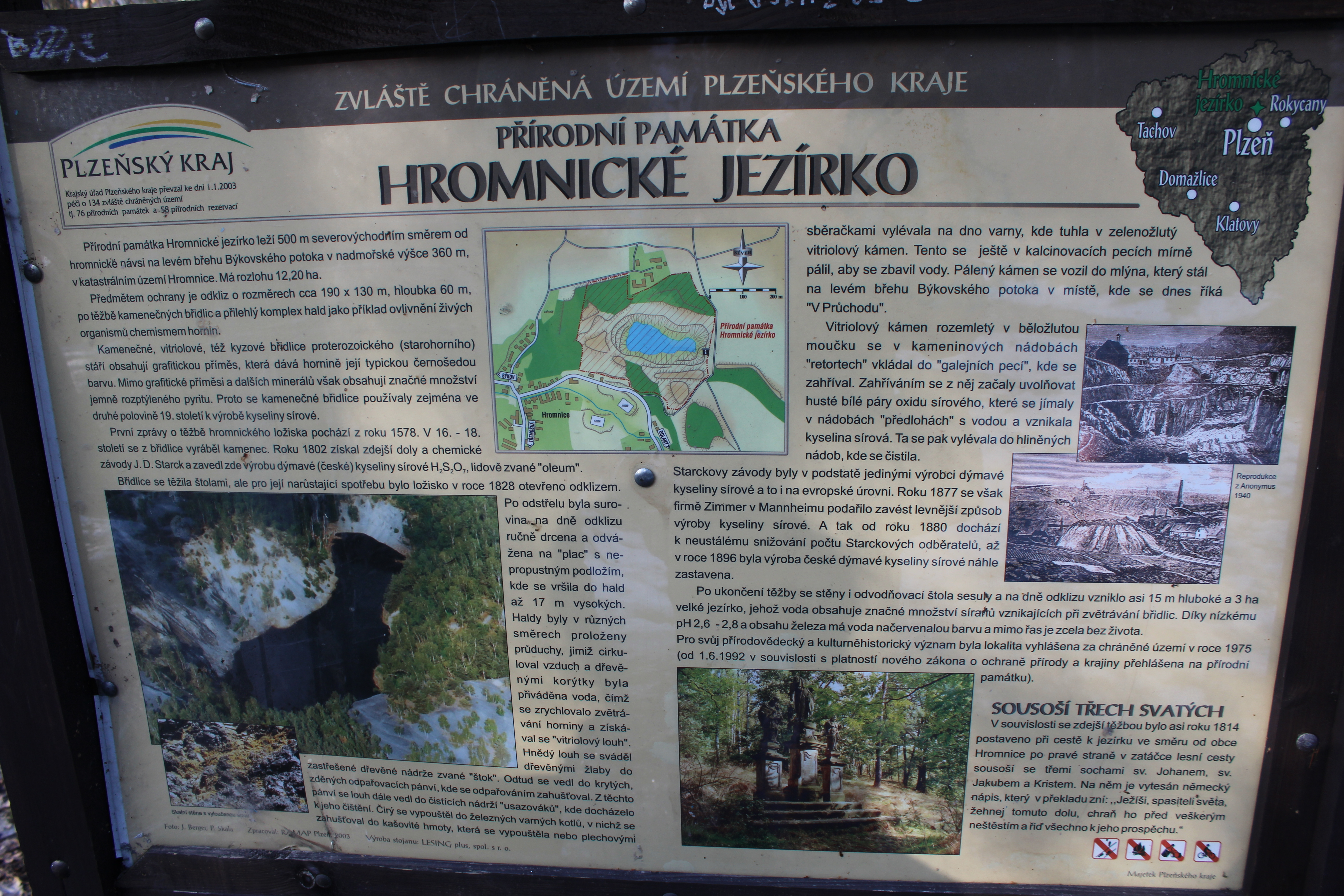
Tabule u Hromnického jezírka
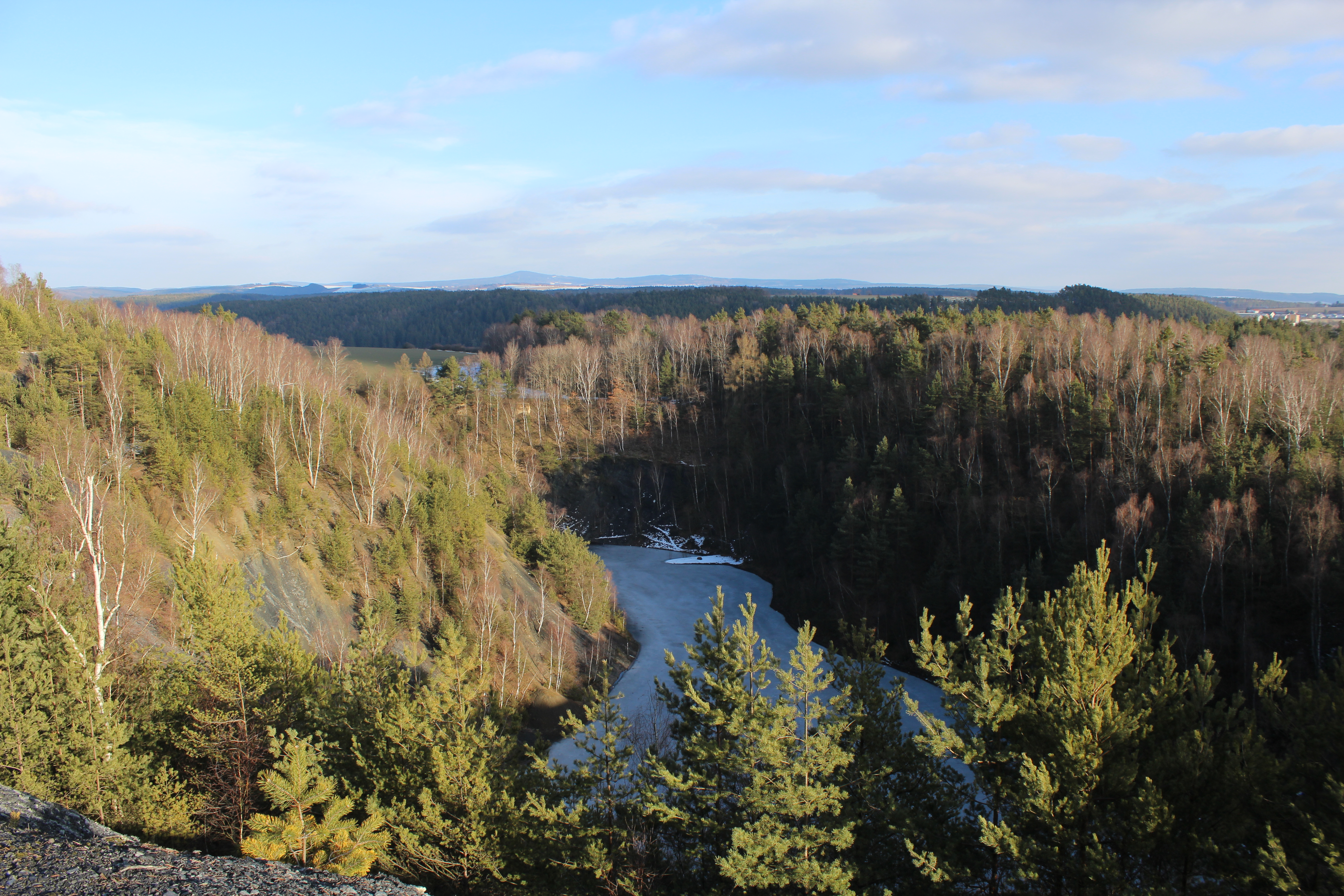
Zamrzlé Hromnické jezírko
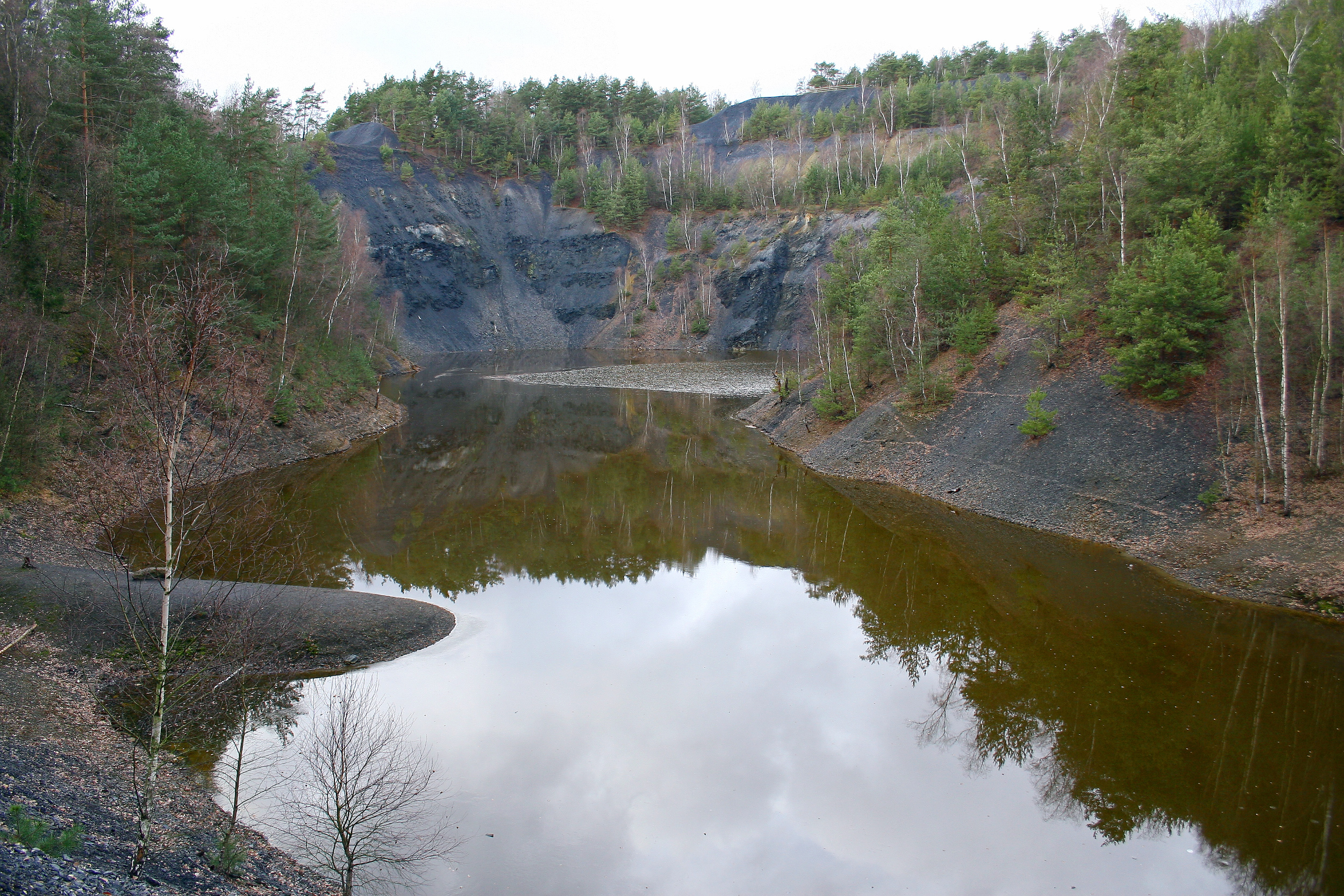
Pohled k západní části jezírka
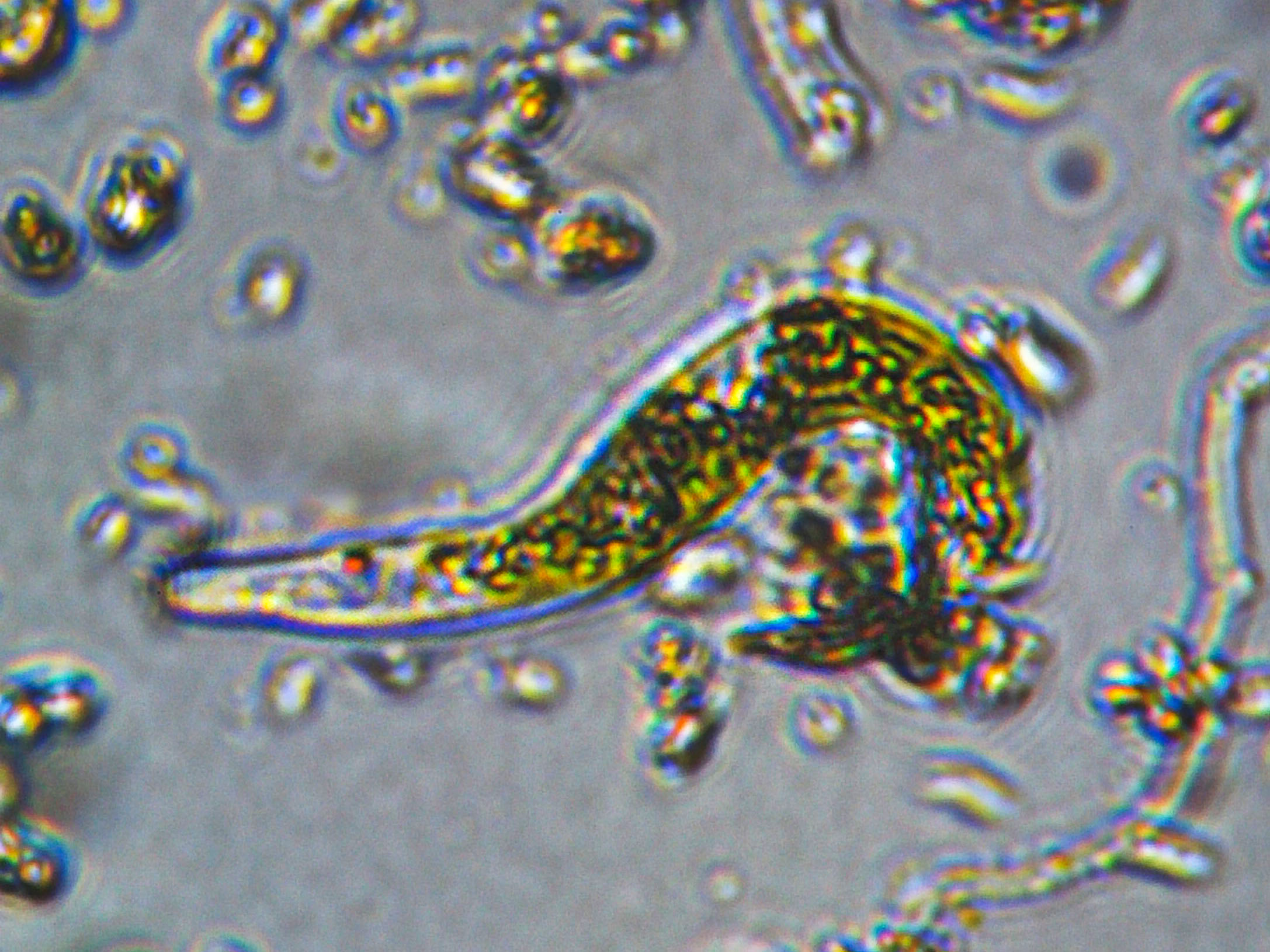
Krásnoočko nalezené ve vzorku vody z Hromnického jezírka
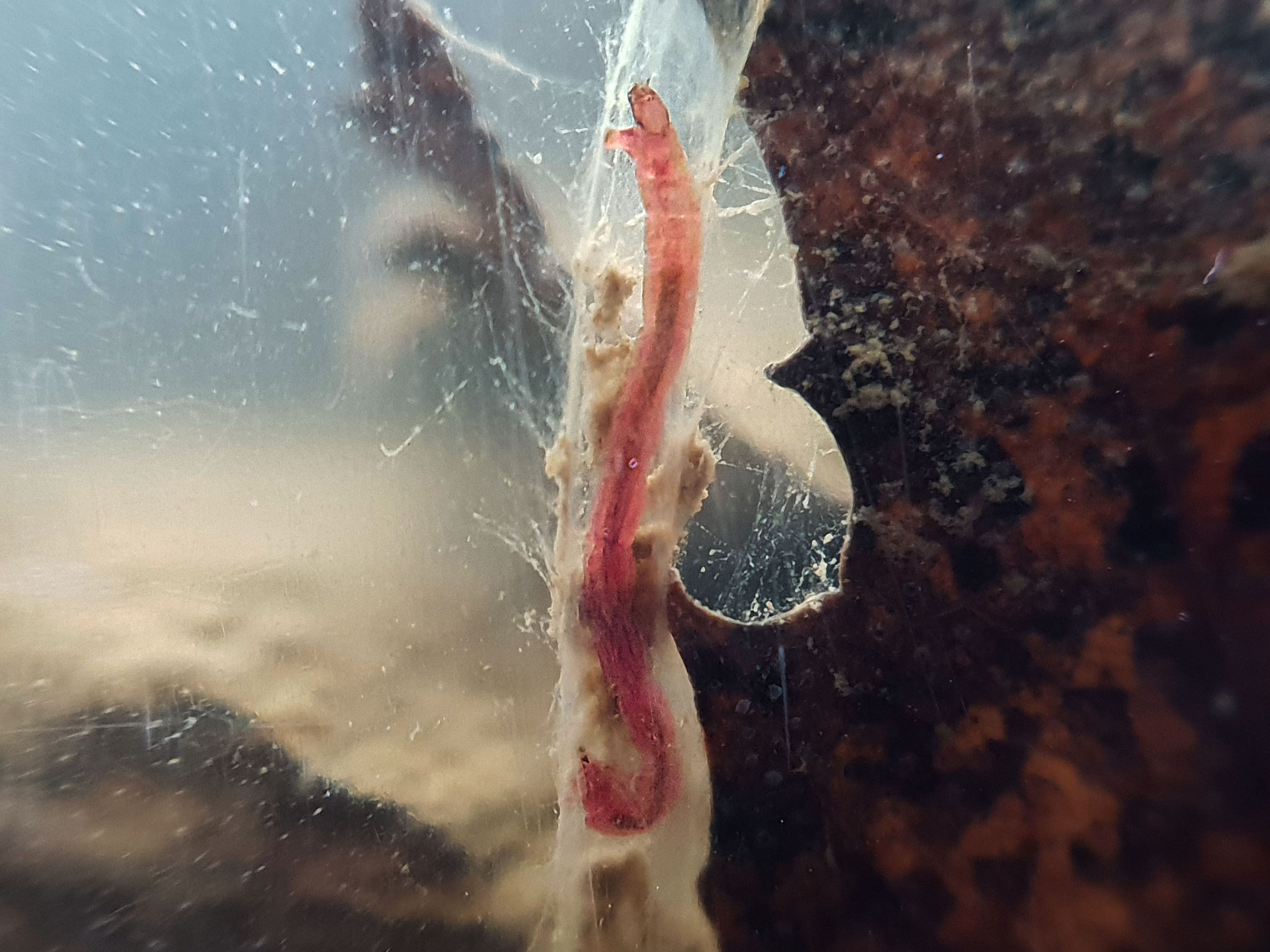
Živá larva pakomára nalezená ve vzorku vody z Hromnického jezírka